# Ебердинген
Ебердинген (њем. Eberdingen) општина је у њемачкој савезној држави Баден-Виртемберг. Једно је од 39 општинских средишта округа Лудвигсбург. Према процјени из 2010. у општини је живјело 6.435 становника. Посједује регионалну шифру (AGS) 8118012.

## Географски и демографски подаци
Ебердинген се налази у савезној држави Баден-Виртемберг у округу Лудвигсбург. Општина се налази на надморској висини од 272 метра. Површина општине износи 26,2 km². У самом мјесту је, према процјени из 2010. године, живјело 6.435 становника. Просјечна густина становништва износи 246 становника/km².